# Elisabetta Canalis
Elisabetta Canalis (pronunciación en italiano: /elizaˈbetta kaˈnaːlis/; Sácer, Cerdeña, 12 de septiembre de 1978) es una actriz y showgirl italiana.

## Primeros años
Canalis nació en Sácer, Cerdeña en Italia. Su padre, Cesare, es radiólogo en la clínica de la Universidad de Sassari, mientras que su madre, Bruna, era una profesora italiana. Ella tiene un hermano llamado Luigi, que también es radiólogo y estuvo involucrado en un escándalo de deuda en Suiza. Canalis fue educada en Sácer, donde asistió a la escuela clásica (Liceo classico), y luego se trasladó a Milán para estudiar lenguas extranjeras en la Universidad de Milán, aunque nunca se graduó porque comenzó a trabajar como bailarina para el canal de televisión Canale 5 de Silvio Berlusconi a la edad de 21 años.

## Carrera

### Actuación y presentación
Elisabetta Canalis fue bailarina en el programa de televisión de Canale 5, Striscia la Notizia de 1999 a 2002. Canalis tuvo un papel secundario en las películas Deuce Bigalow: European Gigolo y Virgin Territory, una comedia producida por Roberto Cavalli. En 2005, reemplazó a una ocupada Michelle Hunziker en Love Bugs 2, la segunda temporada del sit-com Love Bugs. En 2007, fue copresentadora del festival anual de música italiana Festivalbar pero el programa de televisión cerró. En 2009, reemplazó a una embarazada Elena Santarelli en la versión italiana de Total Request Live, en MTV Italia. Elisabetta presentó el Trofeo Birra Moretti de 2008,  una competición de fútbol de verano disputada entre S. S. C. Napoli, A.C. Milan y Juventus.
En 2010 jugó un personaje recurrente en la temporada 3 de la serie Leverage de TNT. En febrero de 2011, fue copresentadora del concurso de música italiana más importante, Festival de la Canción de San Remo con Gianni Morandi y Belén Rodríguez. Entrevistó en el Festival a Robert De Niro. Canalis apareció en la temporada 13 de Dancing with the Stars. Fue emparejada con el bailarín profesional Valentin Chmerkovskiy y fue la segunda eliminada el 27 de septiembre de 2011. Fue entrevistada en The Ellen DeGeneres Show en septiembre de 2011.
A pesar de que lleva bolsas de cuero de animales y zapatos, posó para la campaña «Yo Preferiría ir Desnudo que Llevar Piel» de PETA en 2011.
Durante dos noches, copresentó por segunda vez el Festival de la Canción de San Remo de 2012 y actuó con el cantante Adriano Celentano en el papel de «Messy Italia».
En marzo de 2015, fue nombrada Embajadora de Buena Voluntad de la Unicef de Italia.

### Modelaje
Elisabetta Canalis fue presentada desnuda en el calendario 2013 de Max.
Ella ha sido una portavoz y modelo de pasarela de 2006 a 2009 para la marca de moda «Hollywood Milano», una discoteca con sede en Milán.
Promovió en un lugar grabado en Nueva York la nueva ciudad limusina Musa «5ª Avenida».
En junio de 2011 apareció en una sesión de fotos de la versión española de Vogue,  y en septiembre de 2011 en la versión árabe de Harper's Bazaar. Ese mismo año, modeló para Roberto Cavalli.
Canalis fue la cover girl de junio de 2010 por tercera vez en Vanity Fair. En el mismo año, ella fue, para la versión italiana de Vanity Fair, la cuarta mujer más bella en 2010. Ella ha sido también en 2010 la 7 ª mujer más hermosa de Maxim y en el top 50 de la revista DT Spain.
Gracias a Clooney, obtuvo un contrato como portavoz de Pantene. En los Países Bajos, es portavoz de Auping. Ella fue la covergirl para una edición de junio de 2012 de Sportweek Dreams, una edición especial de La Gazzetta dello Sport. El rodaje fue en Santo Domingo. Apareció en un anuncio de julio de 2012 para PETA. Para la Semana de la Moda de Milán ese año modeló en la pasarela para Philipp Plein y para la nueva colección de Miss Bikini. En 2016 se convirtió en testimonial de la marca de ropa deportiva DEHA.

## Vida personal

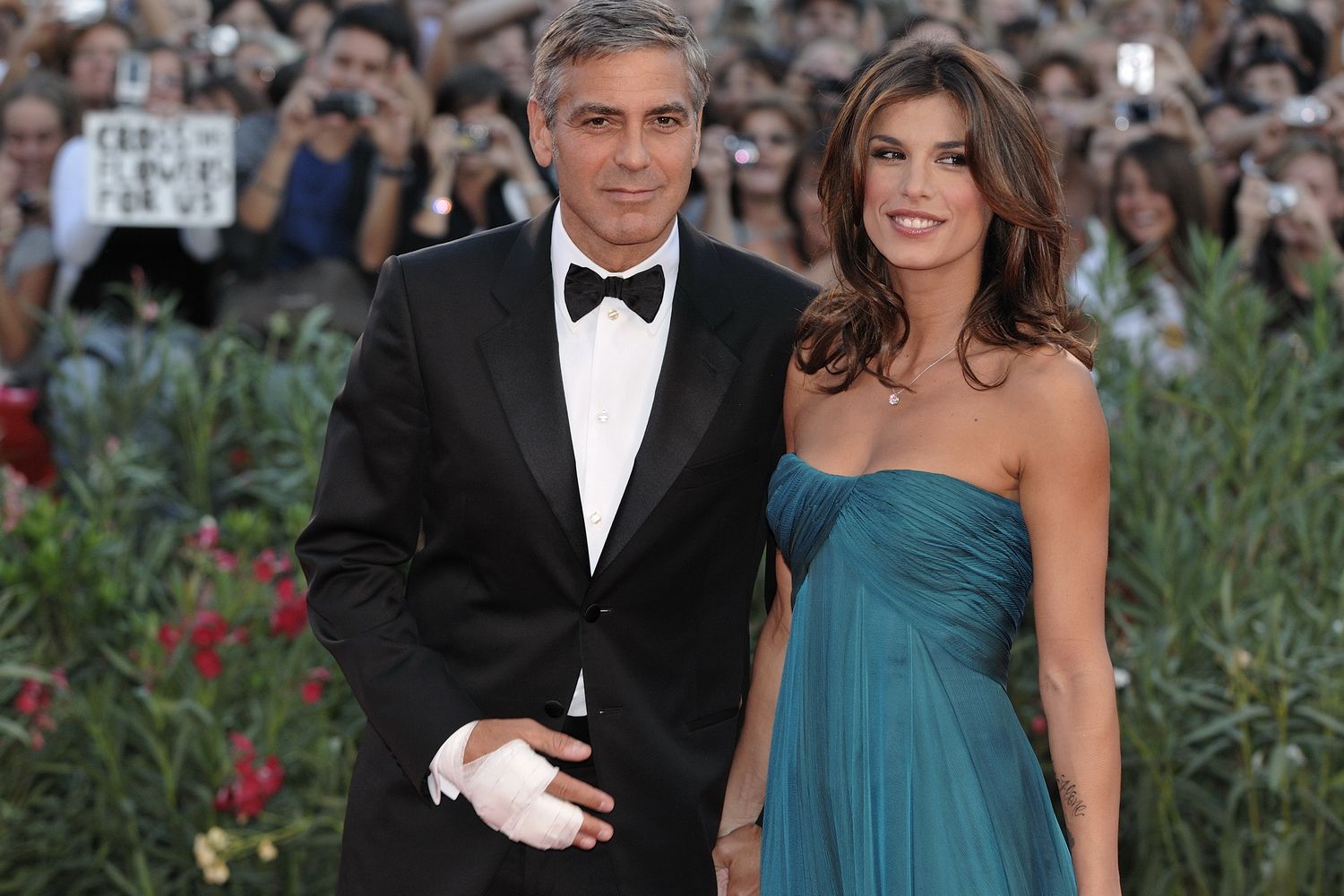
Elisabetta Canalis con George Clooney en el 66.º Festival Internacional de Cine de Venecia (2009)

Canalis se había comprometido previamente con el futbolista Christian Vieri, y también tuvo una corta relación con el director de cine Gabriele Muccino tras su divorcio. Posteriormente, Canalis mantuvo una corta relación con el futbolista Reginaldo Ferreira da Silva.
Canalis salió el actor estadounidense George Clooney durante dos años antes de romper en junio de 2011. El 23 de noviembre de 2011, Canalis y Clooney estaban entre los 200 testigos aceptados por un tribunal de Milán en el juicio del ex primer ministro italiano Silvio Berlusconi por presuntamente pagar por sexo con una prostituta menor de edad.
En 2012, Canalis tuvo una relación de tres meses con el intérprete y comediante Steve-O.
Canalis se casó con el cirujano ortopédico Brian Perri el 14 de septiembre de 2014 en Cerdeña. Durante la boda, la cantante italiana Bianca Atzei cantó una versión de «Ave María» en sardo. El 29 de septiembre de 2015, dio a luz a su hija Skyler Eva.

## Filmografía

### Cine

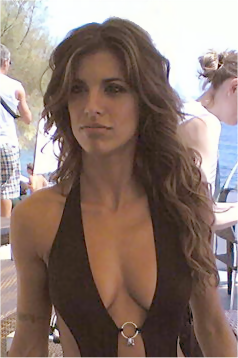
Elisabetta Canalis en 2007

| Año  | Título                             |
| ---- | ---------------------------------- |
| 2005 | Deuce Bigalow: European Gigolo     |
| 2006 | Natale a New York de Neri Parenti  |
| 2007 | Aprendiz de caballero              |
| 2008 | La seconda volta non si scorda mai |
| 2008 | La fidanzata di papà               |
| 2010 | A Natale mi sposo                  |

### Televisión
| Año       | Título                             | Notas                                                    |
| --------- | ---------------------------------- | -------------------------------------------------------- |
| 1999/2002 | Striscia la Notizia                | Canale 5                                                 |
| 2003/2004 | Carabinieri 3 – 4                  | Serie de televisión – Canale 5                           |
| 2003–2005 | Controcampo                        | Serie de televisión, copresentadora con Sandro Piccinini |
| 2005      | Love Bugs 2                        | Sit-com – Italia 1                                       |
| 2007      | Artù                               | Rai 2                                                    |
| 2007      | Artù                               | Rai 2                                                    |
| 2007      | Mai dire martedì                   | Italia 1                                                 |
| 2007      | Festivalbar                        | Italia 1                                                 |
| 2008      | Medici miei                        | Sit-com – Italia 1                                       |
| 2009      | Total Request Live                 | MTV                                                      |
| 2010      | Fratelli Benvenuti                 | Serie de televisión – Canale 5/Rete 4                    |
| 2010      | Leverage                           | Serie de televisión                                      |
| 2010      | Che tempo che fa                   | Rai 3                                                    |
| 2011      | Festival de la Canción de San Remo | Rai Uno                                                  |
| 2011      | La notte degli chef                | Canale 5                                                 |
| 2011      | Dancing with the Stars             | ABC; Temporada 13                                        |
| 2011      | The Ellen DeGeneres Show           |                                                          |
| 2012      | Festival de la Canción de San Remo | Rai Uno                                                  |
| 2013      | Zelig One                          | Italia 1                                                 |